# 渡辺信子
渡辺 信子（わたなべ のぶこ、1959年9月21日 - ）は、日本の女優。
東京都出身。日出学園高等学校卒業。劇団東京ヴォードヴィルショーを経て、1984年に喰始、久本雅美、柴田理恵らとWAHAHA本舗を設立。1995年いっぱいでWAHAHAを退団。アクターズプロモーションを経て現在は株式会社 芸能座所属。
2004年まで東京電力のマスコットキャラクターでんこちゃんの声を務めた。

## 出演

### テレビドラマ
- 翔んだカップル（1980年 - 1981年、フジテレビ）
- 熱中時代スペシャル 帰ってきた北野広大（1987年、日本テレビ）
- 魔法少女ちゅうかないぱねま!（1989年、フジテレビ） - 八宝菜院長 役
- 美少女仮面ポワトリン（1990年、フジテレビ） - 佐々木夫人 役
- 電光超人グリッドマン 第30話「世界滅亡の日」（1993年、TBS） - クラウディア 役
- テツワン探偵ロボタック 第8話「犬の一念岩をも砕く」（1998年、テレビ朝日）- 襟沢カネ子 役
- 月曜ミステリー劇場「弁護士迫まり子の遺言作成ファイル4・再会」（2002年、TBS）
- 土曜ワイド劇場「はみだし弁護士・巽志郎6」（2002年、朝日放送）- まさみ 役
- 火曜サスペンス劇場「身辺警護12」（2003年、日本テレビ）
- BSミステリー「松本清張特別企画・渡された場面」（2005年、テレビ東京）